# Pecluma robusta
Pecluma robusta là một loài thực vật có mạch trong họ Polypodiaceae. Loài này được (Fée) M. Kessler & A.R. Sm. mô tả khoa học đầu tiên năm 2005.